# Germán Gil y Yuste
Germán Gil y Yuste   (València, 30 de maig de 1866 - Madrid, 14 d'agost de 1948) va ser un militar espanyol que va col·laborar amb el cop militar que va intentar enderrocar la II República i que va desencadenar la Guerra Civil espanyola. Va ocupar, després del conflicte, diversos càrrecs del Governo del General Franco.

## Biografia
Amb el grau de coronel d'infanteria, va ser nomenat director de l'Acadèmia d'Infanteria de Toledo (anomeada llavors Acadèmia General Militar) a l'octubre de 1918, sota el regnat d'Alfons XIII. L'endemà del cop d'estat del General Primo de Rivera (13 de setembre de 1923), Gil y Yuste, des del seu lloc de general governador de la província de Logronyo, es va fer càrrec del Govern Civil de la província, i es va posar a la seva disposició. Va estar en el càrrec fins al 26 de setembre de 1924.
Després de la proclamació de la II República el 14 d'abril de 1931, es va produir la seva sortida de l'exèrcit, acollint-se a la Llei Azaña.
Es va unir al bàndol revoltat després del fallit Cop d'estat que va desembocar en la Guerra Civil espanyola, sent nomenat el 21 de juliol Governador Civil d'Àlaba pel general Ángel García Benítez, capdavanter de la revolta en Vitòria. Mesos més tard va substituir al General Cabanellas com a Cap de la V Divisió Orgànica, amb seu en Saragossa. Com a General de Divisió va ser, des del 18 d'agost de 1936, vocal de la Junta de Defensa Nacional que va assumir el govern de la zona dominada pels revoltats, i Secretari de Guerra des del 4 d'octubre de 1936 al 31 de gener de 1938. El 30 de setembre de 1946 li va ser imposada la Gran Creu de l'Orde de Carles III.

## Imputat per crims contra la humanitat i detenció il·legal
En 2008, va ser un dels trenta-cinc alts càrrecs del franquisme imputats per l'Audiència Nacional en el sumari instruït per Baltasar Garzón pels presumptes delictes de detenció il·legal i crims contra la humanitat que suposadament haurien estat comesos durant la Guerra civil espanyola i els primers anys del règim de Franco. El jutge va declarar extingida la responsabilitat criminal de Gil quan va rebre constància fefaent de la seva defunció, esdevinguda més de seixanta anys abans. La instrucció de la causa va ser tan polèmica que Garzón va arribar a ser acusat de prevaricació, jutjat i absolt pel Tribunal Suprem.